# マイク・ムース

弾道研究所でM1のプロトタイプの解析にBRL-CADを使用しているマイク・ムース（左）とEarl Weaver（右）

マイク・ムース (Mike Muuss) ことマイケル・ジョン・ムース（Michael John Muuss、1958年10月16日 - 2000年11月20日）は、アメリカ合衆国のプログラマである。ネットワークユーティリティpingを作成したことで知られる。

## 業績
ジョンズ・ホプキンズ大学を卒業後、メリーランド州アバディーン性能試験場の弾道研究所に採用され、亡くなるまでそこに勤務した。彼は、幾何学ソリッドモデリング、レイトレーシング、MIMDアーキテクチャ、コンピュータネットワークを専門とする上級科学者だった。彼はBRL-CADなどのソフトウェアパッケージやttcpなどのネットワークツールを作成し、BINDなどにも貢献した。デフォルトルート（デフォルトゲートウェイ）という概念を作ったのも彼だった。
しかし、彼が作成したもので最も有名なのは、1983年12月に書いた約千行のソースコードによるpingである。その有用性から、pingは多くのオペレーティングシステムに実装されてきた。最初に実装されたのはBSDとUnixで、後にWindowsやMac OS Xにも実装された。1993年、USENIX協会は、カリフォルニア大学バークレー校のComputer Systems Research Groupに対して、4.4BSD-Liteのリリースに貢献した（ムースを含む）180人を称えて、第1回USENIX貢献賞を授与した。
クリフォード・ストールの『カッコウはコンピュータに卵を産む(The Cuckoo's Egg)』(ISBN 0-7434-1146-3)とケイティ・ハフナー、ジョン・マルコフの『ハッカーは笑う(Cyberpunk: Outlaws and Hackers on the Computer Frontier)』(ISBN 0-684-81862-0)では、クラッカーを追い詰める彼の役割について言及している。また、ピーター・H・サルスの『UNIXの1/4世紀(A Quarter Century of UNIX)』でも言及されている。
ムースは2000年11月20日に州間高速道路95号線で自動車衝突事故により死亡した。彼の友人と家族は、ジョンズ・ホプキンズ大学でムースを記念する「マイケル・J・ムース研究賞」を設立した。